# نفيني
نفيني (ޱަވިޔަނި) الحرف التاسع عشر من الأبجدية الديفهية. صوت ذاك الحرف معروف في لغات كالهندية والتاميلية، ‎[ɳ]‏.